# 圣若昂-杜斯帕图斯
圣若昂－杜斯帕图斯是巴西马拉尼昂州的一个市镇。总面积1500.661平方公里，总人口24357人，人口密度16.2人/平方公里。